# 陳宏守
陳宏守（英語：Hilo Chen，1960年10月17日—），臺灣台北市人，是果實夥伴股份有限公司 （页面存档备份，存于）創辦人暨董事長，創立OneAD影音廣告平台，並於2017被工研院列入台灣AI產業生態系圖譜。陳宏守曾任精業/精誠資訊執行長，雅虎中國總經理暨北亞區營銷副總裁，奇摩（Kimo）營運長，IBM、Microsoft、Motorola、Oracle、Novell等總經理、業務、行銷、技術支援主管等職位，以及中磊電子獨立董事（2007-2013）、全國電子外部董事（2010-2013）、創源生物科技（2011-2015）和蔚華科技獨立董事（2010–2016）。陳宏守投身科技產業30多年，跨越網路媒體，軟體科技，資訊系統，系統整合等 。

## 經歷
2014年，由 國家發展委員會管中閔主任率領產學界專家，前往馬來西亞，參與全球經濟論壇（Global Economic Symposium, GES），擔任「培養創新能力以因應全球供應鏈調整之變化」（Fostering Innovation in Global Supply Chains Adjustment）分場議題之與談人。 。
2016年7月，受邀前往印尼 Bali參加WebTV Asia--RISE OF ASIA FORUM， 擔任Panelist。 
2017年9月，受高雄軟體科技園區邀請擔任南部雲端與物聯網交流活動【以大數據延伸智慧應用】-以大數據，AI+進行數位品牌建設擔任主講人。
2018年6月，受邀參與勞動部舉辦屏東地區雇主座談會大數據、AI專題講座，擔任主講人，幫助事業單位掌握產業脈動。

## 著作
《未來一直來：15個你沒發覺，卻正在改變生活的未來新科技！》，章節﹕「未來一直來，在雲端上的無限發展可能─數位匯流」。

## 教育相關
2017年 國立臺灣大學生命教育研發育成中心 活出精彩-卓越人生的成功之道 課程講師 （页面存档备份，存于）
2016年 國立臺灣大學生命教育研發育成中心 專題演講-領袖的風範與成功之道 主講人
2016年 國立臺灣大學管理學院 E-commerce英語授課 課程講師
2016年 國立臺灣大學管理學院 職涯講堂-CEO系列 主講人（页面存档备份，存于）